# عنقود ندفة الثلج
عنقود ندفة الثلج عنقود نجمي مفتوح حديث وجزء من عنقود شجرة عيد الميلاد يقع في اتجاه كوكبة وحيد القرن ويتألف من مجموعة مدمجة من النجوم الأولية المشرقة تظهر مرتبة هندسيا في نمط مماثل لتلك التي في كريستال الثلج.
ويسمى أيضا إن جي سي 2264 وهو عدد في تسمية الفهرس العام الجديد يحدد اثنين من الأجسام الفلكية ككائن واحد وهما مجموعة مفتوحة من نجوم تسمى عنقود شجرة عيد الميلاد والسديم المنتشر سديم الكوز (Cone Nebula)
وهي تسمية غير مدرجة رسميا
النجوم في العنقود تكتظ بإحكام ويقدر عمرها بي 100,000 سنة فقط. وإنها لم تتحرك حتى الآن بعيدا عن الحضانة النجمية. . ويعتقد ان نمط ندفة الثلج سيتبدد في نهاية المطاف.

## التسمية
النجوم الوليدة التي اكتشفت حديثا وتظهر كبقع وردية وحمراء في اتجاه مركز عنقود شجرة عيد الميلاد ويبدو أنها تشكلت في فترات متباعدة بصورة منتظمة على طول الهياكل الخطية في تكوين يشبه العجلة أو نمط ندفة الثلج. وبالتالي، أطلق علماء الفلك على هذا العنقود «ندفة الثلج العنقودية».

## وصلات خارجية
- سبيتزر يكشف النجوم الوليدة في عنقود شجرة عيد الميلاد
- العنقود النجمي ندفة الثلج